# Підскарбій надвірний литовський
Підскарбій надвірний литовський, підскарбій дворний (пол. Podskarbi nadworny litewski, лат. vicethesaurarius, subthesaurarius magni ducis Lithuaniae) — уряд центральний Великого князівства Литовського Речі Посполитої.

## Історія
Уряд з'явився за панування Казимира Ягеллончика як підскарбій дворний литовський. Його компетенції були формально затверджені Статутом короля Олександра Ягеллончика 1504 року. Згідно з ним, уряд підскарбія дворного був рівнозначним уряду підскарбія земського і обидва підскарбії мали перебувати при королеві. Надвірний підскарбій був заступником підскарбія земського. До 1569 року перший входив до складу господарської ради.
Після укладення Люблінської унії уряд став називатися підскарбій надвірний литовський і став відповідником уряду підскарбія надвірного коронного у ВКЛ. На відміну від підскарбія великого литовського, надвірний підскарбій не увійшов до складу Сенату.
1590 року, коли Сейм відділив державну скарбницю від королівської, підскарбій надвірний став опікуватися останньою. Протягом 1697–1763 років він очолював ізбу скарбову, яка взяла на себе його обов'язки. Лише 1775 року підскарбій надвірний увійшов до складу Сенату.

## Обов'язки
Спочатку надвірний (дворський) підскарбій відповідав за забезпечення особистих матеріальних потреб великого князя.
Після створення Речі Посполитої, функції підскарбія надвірного литовського не відрізнялися від функцій підскарбія надвірного коронного, проте компетенція першого поширювалася на територію Великого князівства Литовського. Він також був заступником підскарбія великого литовського. Основними його обов'язками були:
- Після створення столових маєтків (частинами королівщин), або економій (1588) він став їхнім фінансовим і економічним керівником.
- Керував доходами великого князя, згодом і короля, а із середини XVI століття також керував доходами держави.
- Завідував приватною королівською скарбницею. Контролював витрати та доходи королівського двору, видаючи асигнати.
- Дбав про інвентар, оздоблення двору. Він розпоряджався столовими сервізами та предметами, які прикрашали кімнати королівського палацу.
- Був присутнім під час звітування великим підскарбієм у Сеймі про свою діяльність.
- Вів облік рахунків великого підскарбія.
- Виплачував зарплату придворним на підставі списків, наданих великому підскарбію.

Для того, щоб вирішувати так багато завдань, надвірний підскарбій мав власну канцелярію з писарями.

## Деякі відомі підскарбії надвірні литовські
- Федір Скумін-Тишкевич (1576—1586)
- Ян-Остафій Тишкевич (1607—1611)
- Ян Раковський (1631—1635)
- Антоній-Ян Тишкевич (1640—1645)
- Теодор Денгофф (1658—1661)
- Казимир Ян Сапега (1663—1670)
- Домінік Миколай Радзивілл (1676—1681)
- Павло Карл Санґушко (1711—1713)
- Олександр Михаїл Сапега (1750—1754)
- Антоній Тизенгауз (1765—1785)
- Томаш Вавжецький (1791; відмовився від уряду через Тарговицьку конфедерацію)